# インターナショナル・ウィメンズ・コーヒー・アライアンス
インターナショナル・ウィメンズ・コーヒー・アライアンス（国際女性コーヒー連盟、International Women’s Coffee Alliance、略称 IWCA）は、ニューヨークに本部を置くNPO法人。伝統的なコーヒー農園での男女格差や、厳しい労働環境の改善を目指す生産国の女性たちを支援するため、2003年にコスタリカで設立された。コーヒー生産国を中心に世界24カ国が加盟し、「Woman Share／Help Woman　～女性が女性を支援する～」をキーワードに、女性たちのコーヒー生産技術向上、意識改革、リーダー人材育成、生活向上を目指して活動している。

## 日本支部
一般社団法人インターナショナル・ウィメンズ・コーヒー・アライアンス日本支部（WCA JAPAN）は2015年に設立された。コーヒー消費国では米国に次いで2番目に設立された支部である。2023年3月時点で全国の女性約50人が会員となっている。京都府内でスペシャルティコーヒー専門店を経営する「タイムズクラブ」代表の糸井優子が日本支部の創設に尽力し、代表理事をつとめる。

### 主な活動
2021年、ブラジル生まれのコーヒー絵本の日本語版出版に向けたクラウドファンディングを実施した。
2022年末、女性の焙煎士育成に向けて会合を初開催した。

## 日本の主な賛同団体
- 日本ヒルスコーヒー株式会社 - IWCAが支援するコーヒーをブレンドした製品を2019年9月から発売した[5]。日本のコーヒー業界では初めて、IWCAのロゴをパッケージに表示した製品となった[5]。
- UCC - IWCA認証を扱ったコーヒー製品を販売し、2020年にはIWCAに所属するホンジュラスの女性生産者が栽培したコーヒーを製品化した[1]。
- 川西倉庫 - 主要取扱貨物であるコーヒー産業を支援するため、2021年11月にIWCA日本支部に加入した[6]。